# Klášter Silvacane
Klášter Silvacane je klášter u francouzské vsi La Roque-d'Anthéron v departementu Bouches-du-Rhône. Společně s kláštery Sénanque a Thoronet patří mezi tři významné provensálské kláštery patřící cisterciáckému řádu.

## Historie
Silvacane se poprvé zmiňuje roku 1030 jako poustevna. Asi o sto let později byl v údolí řeky Durance založen klášter, kam byli jako zakládající konvent povoláni mniši z kláštera Morimond. Jedním z významných donátorů při stavbé klášterního kostela byl Bertrand z Baux, který zde také našel poslední odpočinek.
Stavba kostela započala asi roku 1160 a trvala mnoho let. Původně byla zamýšlena jako trojlodní bazilika s lomeným valeným klenutím v lodi hlavní i lodích bočních. Od záměru se v průběhu stavby ustoupilo a vystřídala jej téměř čtvercová pole hlavní lodi s valeným klenutím nad stlačenými příčnými oblouky. Celá stavba bez přílišného zdobení působí velmi prostým dojmem.